# Свети Николай (Вълчеле)
„Свети Николай“ (на румънски: „Sfântul Nicolae“) е храм на Румънската православна църква в село Вълчеле  (Вълчели), окръг Олт, Румъния, част от Слатинската епископия на Олтенската митрополия.

## Местоположение
Църквата е разположена в южната част на Горната махала (Вълчеле де Сус) на улица „Нику Фулга“ № 1.

## История
Храмът е издигнат в 1882 – 1885 година. Изписан е през есента на 1890 година от дебърските майстори Велко Илиев, Мирон Илиев, Мелетий Божинов, Саве Попбожинов и Григор Петров.